# Medinetz
Medinetze (auch Medibüros; Netze und Büros für medizinische Flüchtlingshilfe) sind Nichtregierungsorganisationen, die sich für die medizinische Versorgung von Menschen ohne geregelten Aufenthaltsstatus einsetzen. Dabei vermitteln sie anonym und kostenlos medizinische Hilfe für Migranten ohne Krankenversicherung. Auf politischer Ebene fordern sie einen freien oder niedrigschwelligen Zugang zum Gesundheitssystem oder einen anonymen Krankenschein.

## Arbeitsweise
In der Regel arbeiten alle Mitarbeitenden, sowohl die Vermittelnden als auch die Behandelnden, ehrenamtlich. Das Spektrum der Behandelnden reicht von Ärzten und Psychotherapeuten über Krankenpfleger, Hebammen, Physiotherapeuten und Krankengymnasten bis hin zu Heilpraktikern. Vermitteln kann jeder; oft wird diese Aufgabe von Medizinstudierenden übernommen. Dolmetscher helfen oft ebenso ehrenamtlich. Anfallende Kosten, zumeist für Materialien, Medikamente oder aufwendige Operationen, die sich nicht ambulant realisieren lassen, also unter Umständen auch, wenn kostenlos behandelnde Ärzte nicht verfügbar sind, werden durch Spenden finanziert.

## Juristischer Hintergrund
Um ausreisepflichtige Menschen vor Abschiebung zu schützen, binden Medinetze oftmals keine Behörden in den Behandlungsprozess ein; eine Pflicht zu deren Einbindung besteht nicht, erscheint manchen Ärzten aber ungewohnt. In den letzten Jahren zählen vermehrt auch Einwanderer aus den osteuropäischen EU-Staaten (wie Bulgarien und Rumänien) zur Klientel, die sich zwar in Deutschland rechtmäßig aufhalten dürfen, oft aber nicht krankenversichert sind.
Im Februar 2017 startete im Freistaat Thüringen zudem der Anonyme Krankenschein Thüringen (AKST), bei welchem nicht nur Migranten ohne Aufenthaltsstatus, sondern alle Menschen ohne Krankenversicherung beraten werden und bei Bedarf einen anonymen Krankenschein ausgehändigt bekommen.

## Geschichte
Das älteste Medibüro besteht seit 1994 in Hamburg. 1996 nahm das Büro für medizinische Flüchtlingshilfe Berlin (heute Medinetz Berlin) seine Arbeit auf. 1997 wurde die Medizinische Flüchtlingshilfe Bochum gegründet. In Deutschland bestehen 39 Medinetze und -büros, u. a. auch in München, Düsseldorf, Dresden, Leipzig, Magdeburg, Rhein-Neckar, Göttingen, Mainz, Marburg, Kiel, Lübeck und Rostock. Das jüngste Medibüro ist das in Chemnitz, welches 2019 gegründet wurde.
| Gründungsjahr | Name                                                                               | Ort                                                              |
| ------------- | ---------------------------------------------------------------------------------- | ---------------------------------------------------------------- |
| 1994          | MediBüro                                                                           | Hamburg                                                          |
| 1996          | MediBüro (vormals Büro für medizinische Flüchtlingshilfe)                          | Berlin                                                           |
| 1997          | Medizinische Flüchtlingshilfe                                                      | Bochum                                                           |
| 1999          | Medizinische Flüchtlingshilfe                                                      | Nürnberg+Fürth (noch als Medizinische Flüchtlingshilfe Nürnberg) |
| 2003          | MediNetz                                                                           | Bonn                                                             |
| 2005          | MediNetz                                                                           | Dresden                                                          |
| 2006          | MediNetz (vormals Medizinische Flüchtlingshilfe), als Teil des Arbeitskreises Asyl | Bielefeld                                                        |
| 2007          | MediNetz                                                                           | Marburg                                                          |
| 2007          | MediNetz Rhein-Neckar e.V.                                                         | Rhein-Neckar Region (Mannheim Heidelberg)                        |
| 2009          | MediNetz                                                                           | Ulm                                                              |
| 2009          | MediNetz                                                                           | Essen                                                            |
| 2009          | MediNetz                                                                           | Leipzig                                                          |
| 2011          | MediNetz                                                                           | Jena                                                             |
| 2014          | MediNetz                                                                           | Halle                                                            |
| 2014          | Medizinische Hilfe                                                                 | Solingen                                                         |
| 2015          | MediNetz                                                                           | Aachen                                                           |
| 2016          | MediNetz                                                                           | Würzburg                                                         |
| 2016          | MediNetz                                                                           | Koblenz                                                          |
| 2017          | MediNetz                                                                           | Tübingen                                                         |
| 2019          | MediBüro                                                                           | Chemnitz                                                         |

## Bundeskongresse
Seit 2008 finden sich Vertreter der meisten Medinetze und -büros jährlich zu einem bundesweiten Treffen zusammen und tauschen sich über die aktuelle Situation der medizinischen Versorgung von Migranten ohne Krankenversicherung aus.
| Bundeskongress-Nummer | Jahr | Ort               | öffentlicher Teil |
| --------------------- | ---- | ----------------- | ----------------- |
| 1.                    | 2008 | Bochum            |                   |
| 2.                    | 2009 | Freiburg          |                   |
| 3.                    | 2010 | Leipzig           |                   |
| 4.                    | 2011 | Frankfurt am Main |                   |
| 5.                    | 2012 | Düsseldorf        | nein              |
| 6.                    | 2013 | Hamburg           | ja                |
| 7.                    | 2014 | Göttingen         |                   |
| 8.                    | 2015 | Jena              | ja                |
| 9.                    | 2016 | Berlin            | ja                |
| 10.                   | 2017 | Dresden           | ja                |
| 11.                   | 2018 | Kiel              |                   |
| 12.                   | 2019 | Würzburg          | ja                |

## Auszeichnungen
Das Medinetz Dresden wurde 2009 mit dem Sächsischen Förderpreis für Demokratie ausgezeichnet, das Medinetz Mainz erhielt 2009 den Helmut-Simon-Preis gegen Armut und soziale Ausgrenzung der Diakonie in Rheinland-Pfalz und das MediNetzBonn 2010 den Integrationspreis der Stadt Bonn, sowie 2021 den Heimatpreis der Stadt Bonn. 2021 wurde das Medinetz Rhein-Neckar mit dem Preis der Freunde der Gesellschaft der Freunde Universität Heidelberg ausgezeichnet, auch wurden sie 2023 sowie 2024 von der Bürgerstiftung Mannheim ausgezeichnet.

## Politische Zielsetzung und deren Umsetzung
Viele Medinetze sehen sich als Übergangsmodell, bis politisch eine Lösung für die medizinische Versorgung von Patienten ohne geregelten Aufenthaltsstatus gefunden wird. Eine solche Lösung sind u. a. anonyme Krankenscheine, wie sie 2016 in Niedersachsen, 2017 in Thüringen, 2018 in Berlin und 2019 in Rheinland-Pfalz jeweils mit Mitteln der Landesregierungen eingeführt worden sind. Zudem wurden 2019 in Leipzig und München sowie 2021 in Bonn Projekte mit Mitteln der Stadt gestartet.